# John Burton
John Burton was golfprofessional op de Hillside Golf Club. Hij was in 1957 de winnaar van het eerste PGA Seniors Kampioenschap.

## Drie broers
De ouders van Tom, John en Richard Burton hadden een boerderij in Darwen, vlak naast de Darwen Golf CLub. Al jong kwamen de jongens zo met golf in aanraking. Ze hadden geen geld voor golfstokken of ballen, maar speelden met bezemstelen en steentjes.
Als caddie verdienden ze wat geld zodat ze hun eigen hickory golfstokken konden aanschaffen.
John werd club professional, eerst op Darwen, later op de Hillside Golf Club. Richard volgde hem op bij Darwen maar ging na drie jaar naar de Hooton Golf Club, waar hij de gelegenheid kreeg meer toernooien te spelen. Tom was de derde broer die bij Darwen werkte.

## Gewonnen
- 1933: Penfold Tournament met Max Faulkner
- 1957: PGA Seniors Championship

John Burton was captain van de Liverpool Alliance. Na zijn overlijden werd in 1974 de John Burton Trophy ingesteld door de president van de Alliance, Freddie Veale.